# Ollenbäke
Die Ollenbäke ist ein gut 15 Kilometer langer Fluss im Landkreis Ammerland in Niedersachsen.

## Verlauf
Die Ollenbäke hat ihren Ursprung in der Nähe der Kreisstraße 346 bei Langebrügge in der Gemeinde Bad Zwischenahn. Von hier verläuft sie in südwestliche Richtung. Zwischen Bad Zwischenahn und Westerstede-Ocholt ändert sie ihren Lauf in nordwestliche Richtung und mündet südlich von Apen in die Große Süderbäke, welche wenig später am Zusammenfluss mit der Großen Norderbäke das Aper Tief bildet. Die Ollenbäke ist bis etwas oberhalb der Gemeindegrenze zwischen Apen und Westerstede tidebeeinflusst. Der Tidenhub beträgt bis zu einem halben Meter.
Die Ollenbäke ist in ihrem gesamten Verlauf überwiegend begradigt und seit Mitte der 1950er-Jahre auf den letzten rund 750 Metern oberhalb der Mündung in die Große Süderbäke bedeicht. Sie fließt durch landwirtschaftlich intensiv genutztes Gebiet, nur vereinzelt auch durch kleine Waldflächen. Bei Ocholt-Howiek zweigt ein Altarm, die Alte Ollenbäke, von der Ollenbäke ab. An ihr liegt die Howieker Wassermühle, welche 1608 auf Genehmigung Graf Anton Günthers gebaut wurde. Die Mühle, die nur im Winter genutzt werden konnte, da nur dann genügend Wasser vorhanden war, wurde 1909 stillgelegt, da durch das Aufstauen des Wassers die benachbarten Wiesen litten.
Die Laubwaldbestände um den Altarm der Ollenbäke mit ihrem reich strukturierten Waldrand und der an dem Altarm liegenden Howieker Wassermühle wurde zum 6. März 2004 als geschützter Landschaftsbestandteil ausgewiesen. Das Gebiet ist circa 4,41 Hektar groß.

## Ausdeichungsmaßnahme
In den Jahren 1997 und 1998 wurden vom Leda-Jümme-Verband und der Ammerländer Wasseracht der Deich am rechten Ufer der Ollenbäke im Bereich der Mündung in die Große Süderbäke an den Rand der Niederung an der Bahnstrecke Oldenburg–Leer zurückverlegt und so die Ollenbäke wieder mit ihrer Aue verbunden, die in diesem Bereich durch landwirtschaftlich genutztes Feucht- und Nassgrünland geprägt war. Gleichzeitig wurde in diesem Bereich der alte, mäandrierende Gewässerlauf wiederhergestellt. Der für den Bau des neuen Deichs benötigte zusätzliche Boden wurde dem Auebereich entnommen. Dadurch entstanden hier Flachwasserzonen, die mit der Ollenbäke verbunden sind. Der begradigte Verlauf der Ollenbäke wurde im Süden vom wiederhergestellten Flusslauf abgetrennt und als Altarm belassen.
Im Bereich der circa 18 Hektar großen Ausdeichungsfläche unterliegt die Ollenbäke wieder ihrer natürlichen Fließgewässerdynamik. Sie kann über die Ufer treten und ihr Gewässerbett verändern, so dass wertvolle Lebensräume wie Süßwasserwatten, Auengebüsche und Röhrichte entstehen können. An einigen Stellen bilden sich Gleit- und Prallhänge.
Die Fläche dient gleichzeitig dem Hochwasserschutz. Hochwasser kann sich über die Retentionsfläche verteilen und langsam wieder abfließen. Die Fläche soll als Retentionsraum rund 150.000 m³ Wasser aufnehmen können. Messungen nach der Umgestaltung des Geländes haben jedoch ergeben, dass tatsächlich bis zu 230.000 m³ Wasser gespeichert werden können. Die Rückdeichungsmaßnahme war Vorbild für eine vergleichbare Maßnahme am Aper Tief im Jahre 2005.

### Flora und Fauna
Der Bereich der Ausdeichungsfläche unterliegt häufigen Wasserstandschwankungen. Es bilden sich vegetationslose Süßwasserwatten sowie Bereiche mit Röhrichten, Wasserschwaden, Rohrkolben, Teichbinsen und Flutrasen. Weiterhin können sich Großseggenriede ansiedeln. Auf nicht überfluteten Bereichen entwickeln sich Staudensümpfe, Grauweidengebüsche und Erlenbrüche.
Durch die Aufgabe der Nutzung und Umgestaltung des Gebietes sind neue Lebensräume für diverse Tier- und Pflanzenarten entstanden. So kommen hier mittlerweile zahlreiche Vogelarten vor, von denen auch viele hier brüten oder das Gebiet als Nahrungs- oder Rasthabitat nutzen, darunter als mehrere Wat- und Wasservögel. Auch für zahlreiche Libellen und Laufkäfer ist die Ausdeichungsfläche Lebensraum, gleiches gilt für Tagfalter und Heuschrecken.